# White on Blonde
White on Blonde – czwarty album zespołu Texas wydany w roku 1997. Był pierwszym albumem zespołu który wspiął się na 1 miejsce oficjalnej listy UK Albums Chart w Wielkiej Brytanii i stał się ich najlepiej sprzedającym się albumem. 14 stycznia 2000 uzyskał status sześciokrotnej platyny przyznany przez British Phonographic Industry za sprzedaż ponad 1,8 mln egzemplarzy. W 1998 roku czytelnicy magazynu Q umieścili ten album na 86. miejscu listy albumów wszech czasów. W 1998 roku wraz z pierwszym singlem "Say What You Want" był nominowany do nagród Brit Awards jako brytyjski album roku (British Album of the Year) i brytyjski singiel roku (British Single of the Year).

## Lista utworów
| Nr  | Tytuł utworu              | Autorzy                                        | Długość |
| --- | ------------------------- | ---------------------------------------------- | ------- |
| 1.  | „0.34”                    | Spiteri / McElhone                             | 0:34    |
| 2.  | „Say What You Want”       | Spiteri / McElhone                             | 3:53    |
| 3.  | „Drawing Crazy Patterns”  | Spiteri / McElhone                             | 3:52    |
| 4.  | „Halo”                    | Spiteri / McElhone                             | 4:10    |
| 5.  | „Put Your Arms Around Me” | Spiteri / McElhone / Stewart / Hodgens         | 4:33    |
| 6.  | „Insane”                  | Spiteri / McElhone                             | 4:45    |
| 7.  | „Black Eyed Boy”          | Spiteri / McElhone / Campbell / Hynd / Hodgens | 3:10    |
| 8.  | „Polo Mint City”          | Spiteri / McElhone                             | 1:37    |
| 9.  | „White on Blonde”         | Spiteri / McElhone                             | 3:46    |
| 10. | „Postcard”                | Spiteri / McElhone                             | 4:00    |
| 11. | „0.28”                    |                                                | 0:28    |
| 12. | „Ticket to Lie”           | Spiteri / McElhone / Hodgens                   | 3:31    |
| 13. | „Good Advice”             | Spiteri / McElhone / Rae / Christian           | 4:50    |
| 14. | „Breathless”              | Spiteri / McElhone                             | 3:55    |

## Lista utworów (inne wersje)

### wersja Japonia (PHCR–1494)
| Nr  | Tytuł utworu                | Autorzy                                        | Długość |
| --- | --------------------------- | ---------------------------------------------- | ------- |
| 1.  | „0.34”                      | Spiteri / McElhone                             | 0:34    |
| 2.  | „Say What You Want”         | Spiteri / McElhone                             | 3:53    |
| 3.  | „Drawing Crazy Patterns”    | Spiteri / McElhone                             | 3:52    |
| 4.  | „Halo”                      | Spiteri / McElhone                             | 4:10    |
| 5.  | „Put Your Arms Around Me”   | Spiteri / McElhone / Stewart / Hodgens         | 4:33    |
| 6.  | „Insane”                    | Spiteri / McElhone                             | 4:45    |
| 7.  | „Black Eyed Boy”            | Spiteri / McElhone / Campbell / Hynd / Hodgens | 3:10    |
| 8.  | „Polo Mint City”            | Spiteri / McElhone                             | 1:37    |
| 9.  | „White on Blonde”           | Spiteri / McElhone                             | 3:46    |
| 10. | „Postcard”                  | Spiteri / McElhone                             | 4:00    |
| 11. | „0.28”                      |                                                | 0:28    |
| 12. | „Ticket to Lie”             | Spiteri / McElhone / Hodgens                   | 3:31    |
| 13. | „Good Advice”               | Spiteri / McElhone / Rae / Christian           | 4:50    |
| 14. | „Breathless”                | Spiteri / McElhone                             | 3:55    |
| 15. | „Sunday Is The Saddest Day” |                                                | 4:18    |

### wersja Japonia Deluxe (PHCR–1554)
| Nr  | Tytuł utworu                                           | Autorzy                                        | Długość |
| --- | ------------------------------------------------------ | ---------------------------------------------- | ------- |
| 1.  | „0.34”                                                 | Spiteri / McElhone                             | 0:34    |
| 2.  | „Say What You Want”                                    | Spiteri / McElhone                             | 3:53    |
| 3.  | „Drawing Crazy Patterns”                               | Spiteri / McElhone                             | 3:52    |
| 4.  | „Halo”                                                 | Spiteri / McElhone                             | 4:10    |
| 5.  | „Put Your Arms Around Me”                              | Spiteri / McElhone / Stewart / Hodgens         | 4:33    |
| 6.  | „Insane”                                               | Spiteri / McElhone                             | 4:45    |
| 7.  | „Black Eyed Boy”                                       | Spiteri / McElhone / Campbell / Hynd / Hodgens | 3:10    |
| 8.  | „Polo Mint City”                                       | Spiteri / McElhone                             | 1:37    |
| 9.  | „White on Blonde”                                      | Spiteri / McElhone                             | 3:46    |
| 10. | „Postcard”                                             | Spiteri / McElhone                             | 4:00    |
| 11. | „0.28”                                                 |                                                | 0:28    |
| 12. | „Ticket to Lie”                                        | Spiteri / McElhone / Hodgens                   | 3:31    |
| 13. | „Good Advice”                                          | Spiteri / McElhone / Rae / Christian           | 4:50    |
| 14. | „Breathless”                                           | Spiteri / McElhone                             | 3:55    |
| 15. | „Say What You Want (Acoustic Mary Anne Hobbs Session)” | Spiteri / McElhone                             | 3:53    |
| 16. | „Halo (808 Mix)”                                       | Spiteri / McElhone                             | 5:27    |
| 17. | „Black Eyed Boy (Neo–Northern Bossa Nova Mix)”         | Spiteri / McElhone / Campbell / Hynd / Hodgens | 4:55    |
| 18. | „Sorry”                                                |                                                | 4:34    |
| 19. | „Say What You Want (Rae & Christian Mix)”              | Spiteri / McElhone                             | 4:55    |

## Miejsca na listach przebojów
| Lista                                     | Pozycja |
| ----------------------------------------- | ------- |
| UK (Official Charts Company)              | 1       |
| Australia (ARIA Charts)                   | 25      |
| Francja (SNEP)                            | 2       |
| Niemcy (Offizielle Top 100)               | 44      |
| Holandia (Album Top 100)                  | 21      |
| Nowa Zelandia (RIANZ)                     | 36      |
| Szwecja (Sverigetopplistan)               | 12      |
| Szwajcaria (Schweizer Hitparade)          | 25      |
| Austria (Ö3 Austria Top 40 Longplay)      | 32      |
| Belgia (Ultratop 50 Albums)               | 8       |
| Finlandia (Suomen virallinen albumilista) | 37      |
| Norwegia (VG–lista Topp 40 Album)         | 17      |

## Teledyski
| Tytuł                                  | Reżyser      |
| -------------------------------------- | ------------ |
| Say What You Want                      | David Mould  |
| Halo                                   | David Mould  |
| Black Eyed Boy                         | Karen Lamond |
| Put Your Arms Around Me                | Karen Lamond |
| Say What You Want (All Day, Every Day) | Diane Martel |

## Twórcy
Źródło

### Skład podstawowy
- Sharleen Spiteri – śpiew, chórki, gitara
- Johnny McElhone – bass
- Ally McErlaine – gitara
- Eddie Campbell – instrumenty klawiszowe, chórki
- Richard Hynd – perkusja

### Gościnnie
- Roger Ward – gitara (utwór 3, 9)
- Alex Silva, Terry Disley – instrumenty klawiszowe (utwór 5)
- Claire Miles, Anne Stephenson, Sally Herbert, Claire Orsler, Susan Dench, Gini Ball, Chris Pitsillide – skrzypce (utwór 4, 6, 14)
- Steven Granville – chórki (utwór 14)

### Personel
- Realizacja nagrań – Texas, Kenny Macdonald, Ian Grimble, Nick Addison, Ash Howes
- Manager muzyczny – GR Management
- Miks (realizacja) – Texas, Ash Howes, Ian Grimble (utwór 4),  Steve Christian (utwór 13)
- Miks – Texas, Mike Hedges (utwór 4, 6, 14), Dave Stewart (utwór 5), Mark Rae i Steve Christian (utwór 13)
- Programming – Texas, Paul Taylor (utwór 2, 5), Alex Silva i Terry Disley (utwór 5)
- Aranżacja skrzypiec – Texas, Martin Greene
- Producent – Texas, Mike Hedges (utwór 4, 6, 14), Dave Stewart (utwór 5), Mark Rae i Steve Christian (utwór 13), The Boilerhouse Boys (utwór 2)
- Zdjęcia – Juergen Teller, Elaine Constantine
- Okładka – Lee Swillingham, Stuart Spalding